# Oto Bunda
Oto Bunda (* 22. října 1984, Košice) je slovenský zpěvák, tanečník a hudebník romského původu. Pochází z rodiny Bundových, která se soustřeďuje na tradiční cimbálovou muziku a kulturu. Vede workshopy, zpívá, hraje na klavír a kytaru a od roku 2006 spolupracoval s Idou Kelarovou.

## Život
Oto Bunda pochází z muzikantské rodiny z Košic. Jeho dědeček Eugen Bunda byl zakladatelem slovenského souboru Železiar, kde byl vedoucím lidové hudby do roku 1985. Otův strýc Vojtěch Bunda převzal vedení v letech 1985–1992. 
Oto Bunda studoval herectví na konzervatoři v Košicích. Hrát na klavír a kytaru se ale naučil sám. V současnosti[kdy?] se věnuje komponování vlastní hudby, která spojuje prvky jazzu, tradiční romské a filmové hudby. Oto Bunda je známý pro svou schopnost zpívat s prožitkem, což lze pocítit zejména při zpěvu halgat.
Když bylo Otovi 18 let, začal pracovat v romském divadle Romathan jako tanečník. Během hudebního festivalu na Svojanově, který prezentoval romskou hudbu z domova i ze zahraničí, začal spolupracovat s Idou Kelarovou. Na tomto festivalu se seznámil s klavíristou Tomášem Kačem, hudebníkem Janem Duždou a historikem Michalem Mižigarem. V roce 2007 se přestěhoval do ČR a v roce 2011 byl spoluzakladatelem dětského sboru Čhavorenge a dlouhá léta spolupracoval s Českou filharmonií.
8. dubna 2019 ve Dvořákově síni Rudolfina při příležitosti slavnostního koncertu k Mezinárodnímu dni Romů byl Oto Bunda prvním Romem, který zde zazpíval romskou hymnu Dželem, dželem (Gelem, gelem) od Žarka Jovanoviće. 
V roce 2024 vystoupil Oto Bunda při příležitosti oslav Mezinárodního dne Romů v divadle Archa, kde romský aktivista David Tišer každoročně pořádá slavnostní galavečer.
V současnosti Oto Bunda spolupracuje s kytaristou Janem Duždou na projektu Songs of Roma, který má za cíl představit romskou píseň veřejnosti.

## Diskografie

### Hostování
- 2010: Romská Balada (Zpěv)
- 2012: Šunen Savore (Zpěv)
- 2018:
  - Hej Romale (Zpěv): CD romských písní jako výsledek společného projektu České filharmonie a Idy Kelarové na podporu romských dětí z českých a slovenských osad, ghett a sociálně vyloučených lokalit.
  - Šunes man (Zpěv)

### Autorské skladby
- 2018: Soske ňašti dživas (Hudba, text, zpěv): píseň věnována romským dětem.

- 2022: Mire dadoreske kamibnaha (Hudba, text, zpěv: píseň věnovaná otci Oto Bundy, violoncelistovi Aladáru Bundovi. Hudební aranž připravil významný klavírista a skladatel Tomáš Kačo.

- 2024: Sunoro (Hudba, text, zpěv): píseň věnovaná dceři Viktorii Bundové.

## Filmografie
- 2015: Česká filharmonie – Open Air 2015 (Záznam koncertu)
- 2016: O čo ide Idě (Dokument)
- 2019: Šun Devloro (Záznam koncertu)